# Ellobius lutescens
Ellobius lutescens é uma espécie de roedor da família Cricetidae.
Pode ser encontrada nos seguintes países: Arménia, Azerbaijão, Georgia, Irão e Turquia.